# Opatów (gmina w województwie śląskim)

Gmina na tle zmieniającego się podziału administracyjnego powiatu częstochowskiego

Opatów (do 1868 gmina Iwanowice) – gmina wiejska w województwie śląskim, w powiecie kłobuckim. W latach 1975–1998 gmina położona była w województwie częstochowskim.
Siedziba gminy to Opatów.
Według danych z 30 czerwca 2004 gminę zamieszkiwały 6754 osoby.

## Struktura powierzchni
Według danych z roku 2002 gmina Opatów ma obszar 73,54 km², w tym:
- użytki rolne: 87%
- użytki leśne: 7%

Gmina stanowi 8,27% powierzchni powiatu.

## Demografia

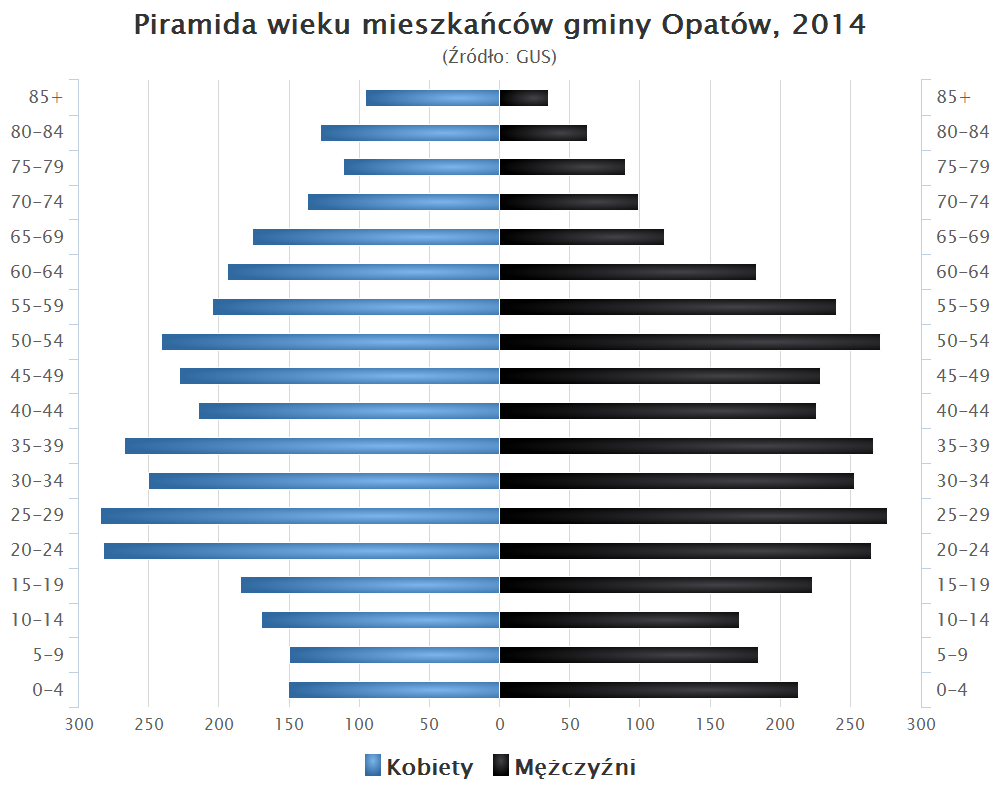
Piramida wieku mieszkańców gminy Opatów w 2014 roku

Dane z 30 czerwca 2004:
| Opis                              | Ogółem | Ogółem | Kobiety | Kobiety | Mężczyźni | Mężczyźni |
| --------------------------------- | ------ | ------ | ------- | ------- | --------- | --------- |
| jednostka                         | osób   | %      | osób    | %       | osób      | %         |
| populacja                         | 6754   | 100    | 3418    | 50,6    | 3336      | 49,4      |
| gęstość zaludnienia (mieszk./km²) | 91,8   | 91,8   | 46,5    | 46,5    | 45,4      | 45,4      |

## Sołectwa
Brzezinki, Iwanowice Duże, Iwanowice Małe, Iwanowice-Naboków, Opatów, Waleńczów, Wilkowiecko, Złochowice, Zwierzyniec Drugi, Zwierzyniec Pierwszy.

## Sąsiednie gminy
Kłobuck, Krzepice, Lipie, Miedźno, Panki, Popów, Wręczyca Wielka